# WBGO
WBGO (88.3 FM, Jazz 88) ist ein US-amerikanischer Hörfunksender aus Newark im US-Bundesstaat New Jersey. 
Das Programm des Senders kann über Internetradio, HD Radio sowie über die UKW-Frequenz 88.3 MHz empfangen werden. Es wird hauptsächlich Jazzmusik gespielt. Betreiber ist die Newark Public Radio, Inc. mit Hauptsitz in Newark, die vom New Jersey State Council on the Arts gefördert wird. Der Sender wird geführt als eine gemeinnützige Organisation, gemäß den Vorgaben einer 501(c) organization. Der Sendebetrieb wurde im Jahr 1980 aufgenommen. WBGO war lange Zeit der einzige Jazz-Radiosender in der New York Metropolitan Area.
In der Zeit von 1985 bis 2008 produzierte der Sender, gemeinsam mit Dee Dee Bridgewater, die wöchentlich erscheinende Sendung JazzSet. Die populäre Sendung Singers Unlimited wurde ab 1985 von Michael Bourne moderiert. Gegenwärtig fungiert der Sender weiterhin als Co-Produzent der Sendung, gemeinsam mit NPR Music und der kulturellen Organisation Jazz at Lincoln Center (JALC).

## Auszeichnungen
Der Sender gewann den von der US-amerikanischen Stiftung Blues Foundation herausgegebenen Keeping the Blues Alive Award und zweimal den Jazz Station of the Year Award der National Association of Broadcasters. 

## Verbreitungswege
Ausgestrahlt wird der Sender mit einer effektiven Strahlungsleistung von 2,500 Watt. Die Sendeanlage zur Ausstrahlung befindet sich auf dem Gebäude des Four Times Square in New York City.